# Nicola Pistelli
Nicola Pistelli (Castelfiorentino, 6 ottobre 1929 – Cascina, 17 settembre 1964) è stato un politico e giornalista italiano.

## Biografia
Parlamentare DC, assessore a Firenze con Giorgio La Pira, Nicola Pistelli è stato uno dei leader storici della sinistra democristiana del tempo e per anni protagonista della politica fiorentina. Fu fondatore e direttore, tra l'altro, della rivista Politica.
Morì in un incidente stradale sull'Arnaccio, vicino a Pisa, nel 1964 all'età di 35 anni. Il suo posto fu occupato dal primo dei non eletti, il compagno di partito Goffredo Nannini.
Lasciò tre figli, uno dei quali, Lapo diventerà a sua volta parlamentare nel 1996.